# 维莱勒拉克
维莱勒拉克（法語：Villers-le-Lac，法語發音：[vilɛʁ lə lak]）是法国杜省的一个市镇，位于该省东部，和瑞士接壤，属于蓬塔利耶区。

## 地理
维莱勒拉克（47°3'39"N, 6°40'13"E）面积30.17 平方千米，位于法国勃艮第-弗朗什-孔泰大區杜省，该省份为法国东部内陆省份，北起上索恩省，西接汝拉省，东部及东南部与瑞士接壤，东北部与贝尔福地区省接壤。
与维莱勒拉克接壤的市镇（或旧市镇、城区）包括：诺埃勒塞尔讷、拉舍纳洛特、勒巴尔布、格朗德孔布代布瓦、萊普朗謝特、萊布雷內、勒洛克勒、萊瑟納-佩基尼奧、蒙勒邦、莱凡。

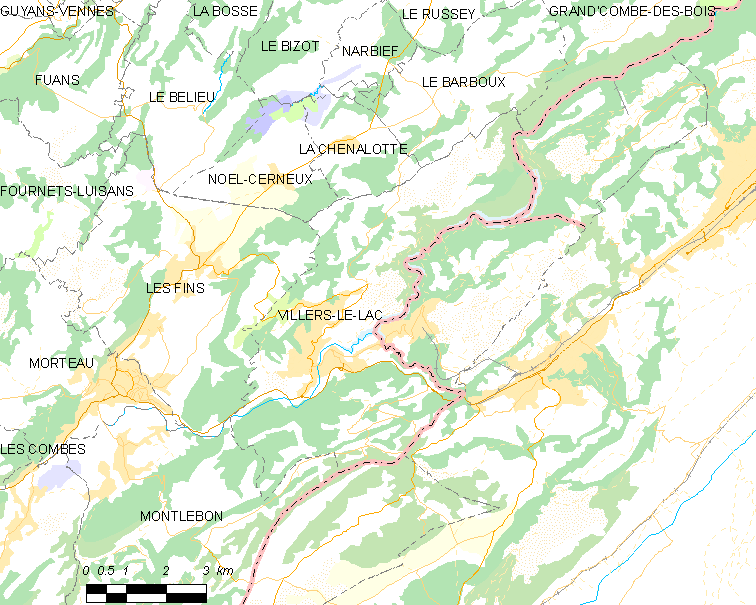
维莱勒拉克的OSM定位图

维莱勒拉克的时区为UTC+01:00、UTC+02:00（夏令时）。

## 行政
维莱勒拉克的邮政编码为25130，INSEE市镇编码为25321。

## 政治
维莱勒拉克所属的省级选区为莫尔托县。

## 人口

1962-2008年间维莱勒拉克人口变化图示

维莱勒拉克于2022年1月1日时的人口数量为5248人。